# La Pobla de Massaluca
La Pobla de Massaluca – gmina w Hiszpanii, w prowincji Tarragona, w Katalonii, o powierzchni 43,19 km². W 2011 roku gmina liczyła 364 mieszkańców.